# Aleksiej Iwanow (zapaśnik)
Aleksiej Aleksandrowicz Iwanow (ros. Алексей Александрович Иванов; ur. 3 maja 1981) – rosyjski zapaśnik startujący w stylu klasycznym. Dziewiąty w Pucharze Świata w 2009 i dziesiąty w 2010. Złoty medalista mistrzostw Rosji w 2008 i brązowy w 2010 roku.